# Omphalodes nitida
Omphalodes nitida är en strävbladig växtart som först beskrevs av Carl Ludwig von Willdenow, och fick sitt nu gällande namn av Johann Centurius von Hoffmannsegg och Link. Omphalodes nitida ingår i släktet lammtungor, och familjen strävbladiga växter. Inga underarter finns listade i Catalogue of Life.

## Bildgalleri

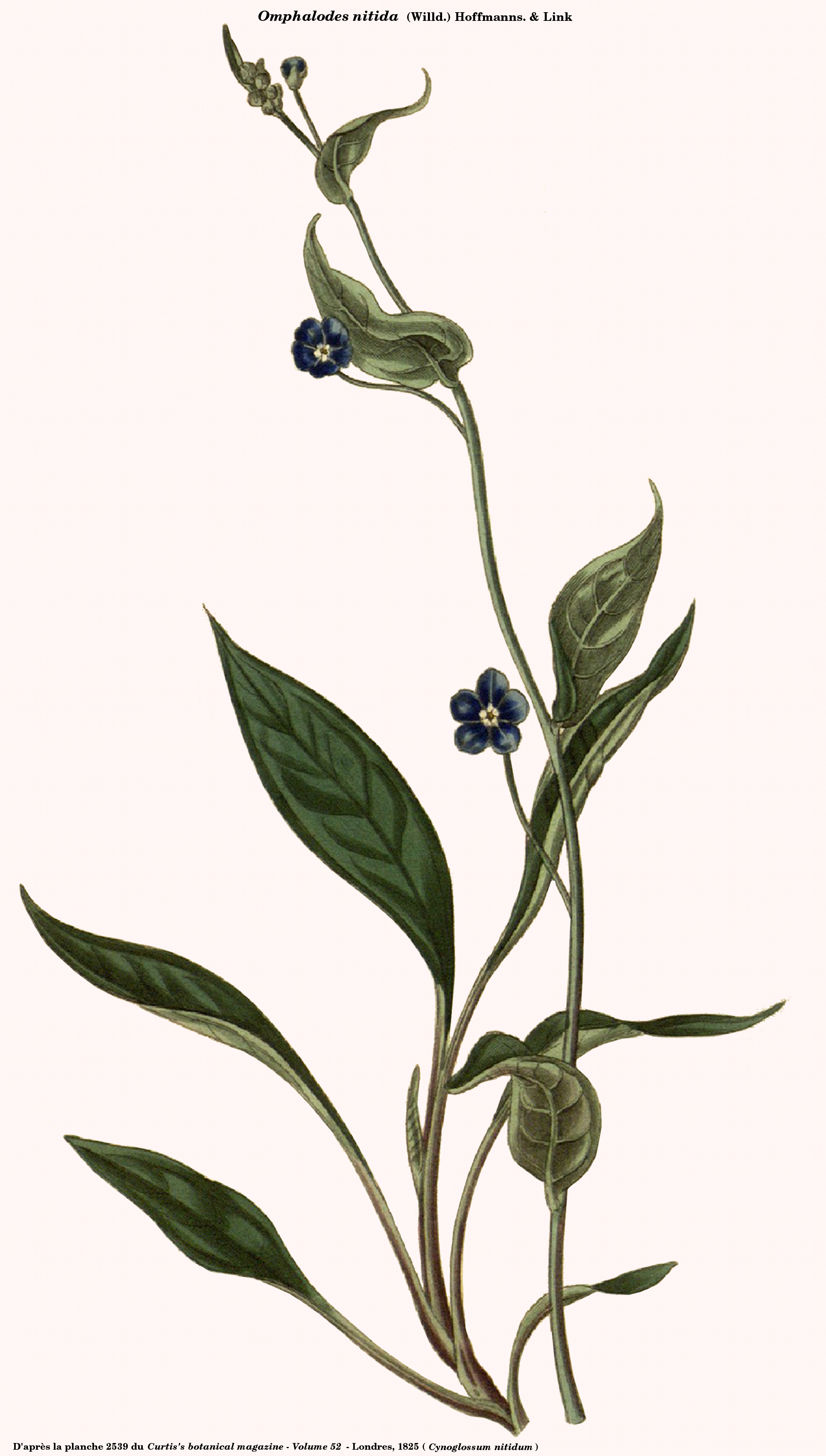